# Manonychus conipygus
Manonychus conipygus är en skalbaggsart som beskrevs av Frey 1976. Manonychus conipygus ingår i släktet Manonychus och familjen Melolonthidae. Inga underarter finns listade i Catalogue of Life.